# Мальдонадо, Гильермо
Гильермо Мальдонадо (англ. Guillermo Maldonado; род. 10 января 1965, Гондурас) — основатель международного служения «Царь Иисус» (El Rey Jesus) и пастор одноименной церкви в городе Майами (штат Флорида, США), телеевангелист и писатель. Широко известен в харизматическом мире как апостол, пророк, евангелист и учитель. Среди своих сторонников известен как человек, служение которого сопровождается Божьей сверхъестественной силой, проявляющейся в исцелении, изгнании бесов и сотворении новых органов.

## Ранние годы
Гильермо Мальдонадо родился 10 января 1965 года в Гондурасе, (Центральная Америка). В юности переехал в США, где в возрасте 21 года стал христианином, пережив рождение свыше (в традиционном понимании евангельских христиан) в соборе Народной церкви в Майами (штат Флорида), в самой большой испаноязычной церкви в стране на то время. В 1988 году он поступил в Библейский институт Живого Слова, по окончании которого последующие 9 лет осуществлял миссионерскую деятельность в 40 странах. В 1996 году он основал в Майами испаноязычную церковь под названием «El Rey Jesus» (Царь Иисус). Получил степень доктора богословия в Международном университете «Видение» (Vision International University) и степень магистра практического богословия в университете Орала Робертса,

## Служение
С наступлением 2000 года Гильермо Мальдонадо пережил некий религиозный опыт, который, как утверждается, стал поворотной точкой в его служении. Он утверждает, якобы однажды во время молитвы испытал Божественное присутствие и услышал, как Бог дважды проговорил к нему: «Я призвал тебя, чтобы показать Мою сверхъестественную силу современному поколению». Считается, будто именно это событие дало начало «сверхъестественному» служению Гильермо Мальдонадо. По словам сторонников, с тех пор церковь «Царя Иисуса» стала характеризоваться отчётами о различных «чудесах», именуемых как «рост новых зубов», «появление волос на лысинах», «мгновенная потеря веса» и др.. Почти сразу же, в служении «Царя Иисуса» стал происходить стремительный рост численности членов и дочерних церквей.
К 2010 году еженедельная посещаемость церкви «Царя Иисуса» в Майами составила более 15 000 человек, и ещё 4 000 человек являлись членами других дочерних церквей. На сегодняшний день община «El Rey Jesus» в Майами считается самым большим испаноязычным приходом в США.
Помимо пасторской деятельности, Гильермо Мальдонадо осуществляет евангелизационную деятельность в разных странах мира. Так, на одном из его последних крупных крусейдов в Эфиопии побывало порядка 1 300 000 человек. Мальдонадо является ведущим международной телевизионной программы «Сверхъестественное сейчас» и «Время перемен», которые транслируются по телеканалам TBN, Enlace, ChurchChannel, Daystar и др.
В качестве писателя наиболее известен, как автор книги «Как жить в сверхъестественной силе Божьей». Мальдонадо написал 50 книг, в которых учит, что христиане должны использовать силу Бога, чтобы продемонстрировать, что Святой Дух действует в современном мире так же, как и во времена Первоапостольской церкви. Он считает, что без сверхъестественной силы Святого Духа невозможно истинно познать Бога и получить Его благословения исцеления, обеспечения, освобождения и др..
Гильермо служит вместе со своей женой Аной Мальдонадо. В настоящее время они живут в Майами, штат Флорида, с двумя сыновьями Брайаном и Рональдом.

## Общественная деятельность

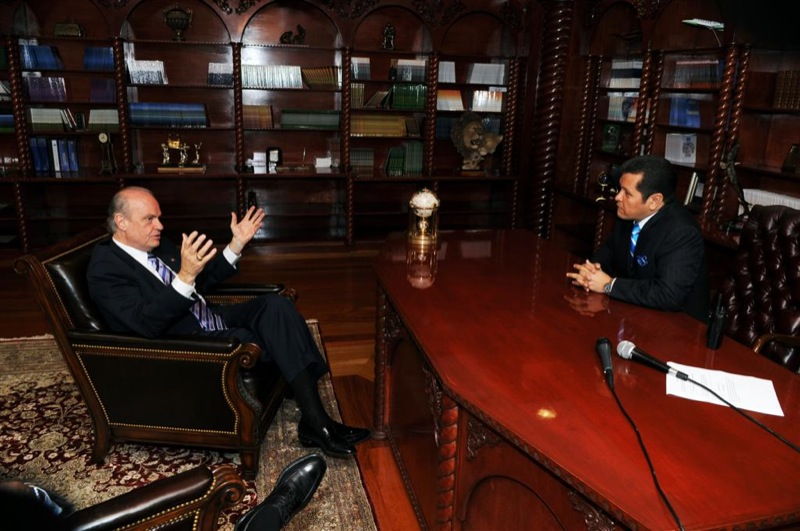
Личная встреча с Фредом Далтоном Томпсоном

14 октября 2009 года и 10 октября 2013 года Мальдонадо возглавил вступительную молитву Палаты представителей США.
В 2017-м году Мальдонадо был приглашен в Белый дом, чтобы стать свидетелем подписания Дональдом Трампом распоряжения о свободе слова и религиозной свободы.

## Университет сверхъестественного служения
Гильермо Мальдонадо является президентом и соучредителем Университета сверхъестественного служения (University of the Supernatural Ministry) в Майами. Это неконфессиональное христианское образование, связанное со служением «Царь Иисус». По словам Мальдонадо, цель данного учреждения заключается в том, чтобы обучать сверхъестественному церковных лидеров и простых верующих.

## Книги

### На английском/испанском
- Maldonado, Guillermo. Inner Healing and Deliverance (неопр.). — Miami: GM International, 2000. — ISBN 1592720072.
- Maldonado, Guillermo. The Holy Anointing (неопр.). — Miami: GM International, 2002. — ISBN 1592720382.
- Maldonado, Guillermo. Leaders that Conquer (неопр.). — Miami: GM Ministries, 2003. — ISBN 1592720234.
- Maldonado, Guillermo. Biblical Foundations For a New Believer (неопр.). — Miami: GM International, 2004. — ISBN 1592720897.
- Maldonado, Guillermo. Forgiveness (неопр.). — Miami: GM International, 2005. — ISBN 1592720404.
- Maldonado, Guillermo. The Family (неопр.). — Miami: GM International, 2005. — ISBN 1592720870.
- Maldonado, Guillermo. Overcoming Depression (неопр.). — Miami: GM International, 2005. — ISBN 1592720412.
- Maldonado, Guillermo. How to hear the voice of God (неопр.). — Miami: GM International, 2005. — ISBN 1592720919.
- Maldonado, Guillermo. The New Wine Generation (неопр.). — Miami: GM International, 2005. — ISBN 1592720390.
- Maldonado, Guillermo. The Ministry of the Apostle (неопр.). — Miami: El Rey Jesús Publications, 2006. — ISBN 1592722369.
- Maldonado, Guillermo. I Need a father (неопр.). — Miami: ERJ Publications, 2007. — ISBN 1592722210.
- Maldonado, Guillermo. How to Return to Our First Love (неопр.). — Miami: GM International, 2007. — ISBN 1592721621.
- Maldonado, Guillermo. Prayer (неопр.). — Miami: GM International, 2007. — ISBN 1592720900.
- Maldonado, Guillermo. Deliverance The Children's Bread (неопр.). — Miami: ERJ Publications, 2007. — ISBN 1592721605.
- Maldonado, Guillermo. How to Fast Effectively (неопр.). — Miami: ERJ Publications, 2008. — ISBN 1592723055.
- Maldonado, Guillermo. Ascending in Prayer and worship and descending in warfare (англ.). — Miami: ERJ Publications, 2008. — ISBN 1592723071.
- Maldonado, Guillermo. Jesus Heals Your Sickness Today (неопр.). — Miami: ERJ Publications, 2009. — ISBN 9781592723379.
- Maldonado, Guillermo. Hope in Time of Crisis (неопр.). — Miami: ERJ Publications, 2009. — ISBN 9781592723300.
- Maldonado, Guillermo. The Dangers of Unforgiveness (неопр.). — Miami: ERJ Publications, 2009. — ISBN 9781592723287.
- Maldonado, Guillermo. How to walk in the supernatural power of God (англ.). — Miami: Whitaker House[англ.], 2011. — ISBN 1603742786.
- Maldonado, Guillermo. Overcoming Fear (неопр.). — Miami: ERJ Publications, 2011. — ISBN 9781592723836.
- Maldonado, Guillermo. Overcoming Pride (неопр.). — Miami: ERJ Publications, 2011. — ISBN 9781592723829.
- Maldonado, Guillermo. The Glory of God (неопр.). — Miami: Whitaker House[англ.], 2012. — ISBN 9781603744904.
- Maldonado, Guillermo. The Kingdom of Power: How to Demonstrated it Here and Now (англ.). — Miami: Whitaker House[англ.], 2013. — ISBN 1603745505.
- Maldonado, Guillermo. Supernatural Transformation (неопр.). — Miami: Whitaker House[англ.], 2014. — ISBN 9781629111957.

#### Только на испанском
- Maldonado, Guillermo. La Madurez Espiritual (неопр.). — Miami: GM Ministries, 2003. — ISBN 1592720129.
- Maldonado, Guillermo. Evangelism Sobrenatural (неопр.). — Miami: GM Ministries, 2003. — ISBN 1592720137.
- Maldonado, Guillermo. La Inmoralidad Sexual (неопр.). — Miami: GM Ministries, 2004. — ISBN 1592721451.
- Maldonado, Guillermo. El Poder de Atar y Desatar (неопр.). — Miami: GM Ministries, 2004. — ISBN 1592720749.
- Maldonado, Guillermo. La Toalla del Servicio (неопр.). — Miami: GM Ministries, 2007. — ISBN 1592721001.
- Maldonado, Guillermo. El Fruto del espiritu (неопр.). — Miami: GM Ministries, 2007. — ISBN 1592721842.
- Maldonado, Guillermo. La Doctrina de Cristo (неопр.). — Miami: GM Ministries, 2007. — ISBN 1592720218.
- Maldonado, Guillermo. Descubra su proposito y llamado en Dios (неопр.). — Miami: GM Ministries, 2007. — ISBN 1592720374.
- Maldonado, Guillermo. El Character de un lider (неопр.). — Miami: GM Ministries, 2010. — ISBN 1592721451.

### На русском
- Мальдонадо, Гильермо. Как жить в сверхъестественной силе Божьей. — Золотые страницы, 2012. — ISBN 978-5-91943-017-9.